# Ligne de tramway de Maubeuge à Hautmont (via Sous-le-Bois)
La ligne de Maubeuge à Hautmont via le quartier de Sous-le-Bois est une ancienne ligne du tramway de Maubeuge.

## Histoire
La ligne est mise en service entre la place de la Grisoëlle (actuelle place Vauban) à Maubeuge et la gare de Sous-le-Bois (dans cette même ville) le 1er septembre 1903. Comme les autres lignes du réseau de Maubeuge, elle est construite à l'écartement métrique (1 000 mm) et est d'emblée électrifiée.